# Бейлор (округ, Техас)
Шаблон:StateAbbr_ 33°38′ пн. ш. 99°13′ зх. д. / 33.63° пн. ш. 99.22° зх. д.
О́круг Бе́йлор (англ. Baylor County) — округ (графство) у штаті Техас, США. Ідентифікатор округу 48023.

## Історія
Округ утворений 1858 року.

## Демографія
За даними перепису 2000 року загальне населення округу становило 4093 осіб, зокрема міського населення було 2651, а сільського — 1442. Серед мешканців округу чоловіків було 1933, а жінок — 2160. В окрузі було 1791 домогосподарство, 1157 родин, які мешкали в 2820 будинках. Середній розмір родини становив 2,86.
Віковий розподіл населення поданий у таблиці:
| Стать    | До 15 років | 15-21 | 22-29 | 30-39 | 40-49 | 50-65 | 65-85 | Понад 85 |
| -------- | ----------- | ----- | ----- | ----- | ----- | ----- | ----- | -------- |
| Чоловіки | 382         | 185   | 108   | 203   | 282   | 376   | 358   | 39       |
| Жінки    | 394         | 147   | 109   | 253   | 264   | 405   | 483   | 105      |

## Суміжні округи
- Вілбаргер — північ
- Арчер — схід
- Янг — південний схід
- Трокмортон — південь
- Гаскелл — південний захід
- Нокс — захід
- Форд — північний захід
- Вічита — північний захід

## Виноски
1. ↑  U.S. Decennial Census. United States Census Bureau. Архів оригіналу за 26 квітня 2015. Процитовано 19 квітня 2015.
2. ↑  Texas Almanac: Population History of Counties from 1850–2010 (PDF). Texas Almanac. Архів оригіналу (PDF) за 26 лютого 2015. Процитовано 19 квітня 2015.
3. ↑  State & County QuickFacts. United States Census Bureau. Архів оригіналу за 1 грудня 2015. Процитовано 8 грудня 2013. [Архівовано 2015-12-01 у Wayback Machine.](англ.) Наведено за англійською вікіпедією.
4. ↑  American FactFinder. Бюро перепису населення США. Архів оригіналу за 26 лютого 2012. Процитовано 31 січня 2008. [Архівовано 2008-05-21 у Wayback Machine.]

| США | Це незавершена стаття з географії США. Ви можете допомогти проєкту, виправивши або дописавши її. |